# Grumman FF
El Grumman FF (designación de la compañía G-5) fue un caza biplano operado por la Armada de los Estados Unidos durante la década de 1930. Fue el primer caza naval equipado con tren de aterrizaje retráctil.

## Diseño y desarrollo
El FF-1 fue el primer avión de la Grumman Aircraft Engineering Corporation diseñado para la Armada estadounidense. El prototipo XFF-1 (Bureau N.º A8878) fue construido gracias a un contrato emitido el 22 de abril de 1931, y realizó su primer vuelo el 29 de diciembre de ese mismo año. Era un diseño biplaza, y estaba propulsado inicialmente con un motor radial Wright R-1820E Cyclone de 616 hp, aunque más tarde fue reemplazado por un Cyclone de 750 hp, con el que el XFF-1 alcanzó una velocidad máxima de 323 km/h en pruebas, lo que lo convertía en el avión más rápido de entre todos los cazas de la Armada en servicio en esa época.
El 19 de diciembre de 1932, la Armada emitió una orden de compra por 27 FF-1 (G-5) biplaza y las entregas al escuadrón VF-5B, embarcado en el USS Lexington, comenzaron en junio de 1933. Una vez en servicio, el FF-1 recibió el cariñoso apodo de "Fifi". Mientras tanto, Grumman había completado un segundo prototipo (A8940) configurado como un “scout” (explorador) biplaza denominado XSF-1, del que se produjeron 33 ejemplares bajo la denominación SF-1. 
La principal diferencia entre el scout y el FF-1 era el equipamiento interno y la planta motriz, ya que el SF-1 estaba propulsado por un R-1820-84 Cyclone, en vez del modelo -78 instalado en la versión de caza.

## Historia operacional
Las entregas del SF-1 comenzaron en marzo de 1934 y estos aviones también sirvieron a bordo del USS Lexington, en el escuadrón de exploración VS-3B. Tanto el FF-1 como el SF-1 fueron retirados de los escuadrones de primera línea de la Armada a finales de 1936 y quedaron equipando unidades de reserva, por lo que una gran mayoría de FF-1 seguía en servicio a finales de 1940. Después de esto, los FF-1 supervivientes fueron equipados con controles duales para realizar misiones de entrenamiento, siendo esta variante denominada como FF-2.
La firma canadiense Canadian Car and Foundry Company adquirió la licencia de producción del FF-1, del que completó un total de 52 ejemplares (algunos de ellos ensamblados a partir de componentes fabricados en los Estados Unidos). Treinta y cuatro ejemplares fueron ficticiamente “comprados” por el gobierno de Turquía en 1937, pero, en realidad, una vez que el buque que los transportaba recaló en Barcelona, fueron entregados a las Fuerzas Aéreas de la República Española (FARE), donde recibió la denominación G-23 Delfín. Al término de la guerra se pudieron recuperar 9 unidades en estado de vuelo, que pasaron a engrosar el inventario del Ejército del Aire de España, siendo designados como R.6.
Aunque inicialmente rechazado como caza por la Real Fuerza Aérea Canadiense por anticuado y demasiado lento, con el advenimiento de la guerra los últimos quince aparatos de producción fueron aceptados como Goblin I. El tipo sirvió con la RCAF desde el 17 de septiembre de 1940 hasta el 21 de abril de 1942. El Vuelo "A" del Escuadrón N.º 118 estaba equipado con Goblin en la CFB Rockcliffe, Ottawa, y posteriormente se convirtió en el 118 (Fighter -de caza-) Sqn., más tarde estacionado en Dartmouth (Nueva Escocia), donde los Goblin durante un tiempo constituyeron la única fuerza de combate en la costa este.
Antes de su utilización por la RCAF fueron entregados ejemplares únicos a Nicaragua, Japón y México.
El único G-23 comprado por el gobierno de Nicaragua entró en servicio limitado antes de ser relegado a un depósito de chatarra en el aeródromo de Zololtan en 1942, permaneciendo allí hasta 1961, cuando fue comprado y enviado a los Estados Unidos en 1966, donde Grumman restauró la aeronave antes de cederla a la Armada estadounidense, siendo exhibida en el Museo de la Aviación Naval en Pensacola, Florida.
El aparato japonés fue comprado como un ejemplo del tren de aterrizaje retráctil de Grumman, sin embargo, en el momento en que fue entregado ya estaban en uso mejores diseños.
El comprado por el gobierno mexicano estaba destinado a servir como patrón para abrir una línea de producción que se estableció allí, pero ese proyecto no llegó a materializarse.

## Variantes
XFF-1
Único prototipo, matrícula A8878.
FF-1
27 cazas biplaza encargados por la Armada estadounidense.
FF-2
25 cazas FF-1 originales convertidos por la Naval Aircraft Factory con controles duales para servir como entrenadores de caza.
XSF-1
Segundo prototipo, matrícula A8940, configurado como un “Scout” (explorador) biplaza.
SF-1
33 scout biplaza encargados por la Armada estadounidense.
XSF-2
Una célula SF-1 con motor Pratt & Whitney R-1535-72 Twin Wasp Junior de 485 kW (650 hp) y hélice Hamilton Standard.
G-23 Goblin
Designación de 52 FF-1 construidos bajo licencia por Canadian Car & Foundry.
AXG1
Un único G-23 suministrado en 1935 al Servicio Aéreo de la Armada Imperial Japonesa, para la evaluación del sistema del tren de aterrizaje retráctil.

## Operadores
Canadá
- Real Fuerza Aérea Canadiense: 27 aviones, designados Goblin I.[10]

 España
- Fuerzas Aéreas de la República Española: 34 aviones entregados, matriculados de AD-001 a AD-034.[9]
- Ejército del Aire: 11 ejemplares que sobrevivieron a la guerra.

 Estados Unidos
- Armada de los Estados Unidos

 Japón
- Armada Imperial Japonesa: un ejemplar construido por Canadian Car & Foundry, denominado AXG.[8]

 México
- Fuerza Aérea Mexicana: un ejemplar como patrón para producción del modelo.[9]

 Nicaragua
- Cuerpo de Aviación Militar: un ejemplar, matrícula GN-3.[9]

## Galería

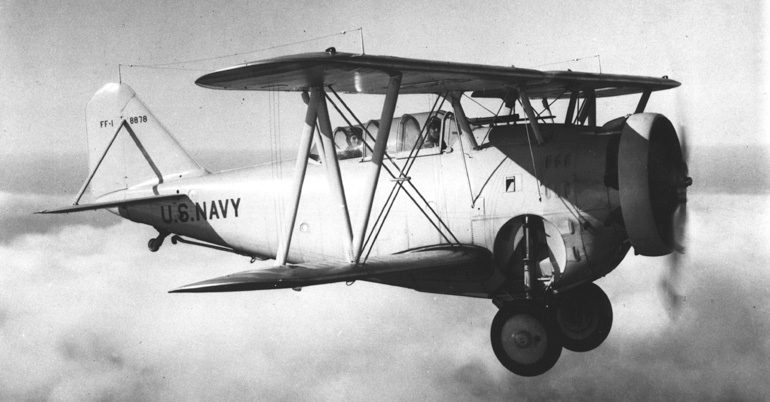
El prototipo para la Armada estadounidense Grumman XFF-1 (Nº A8878) en vuelo hacia 1932.
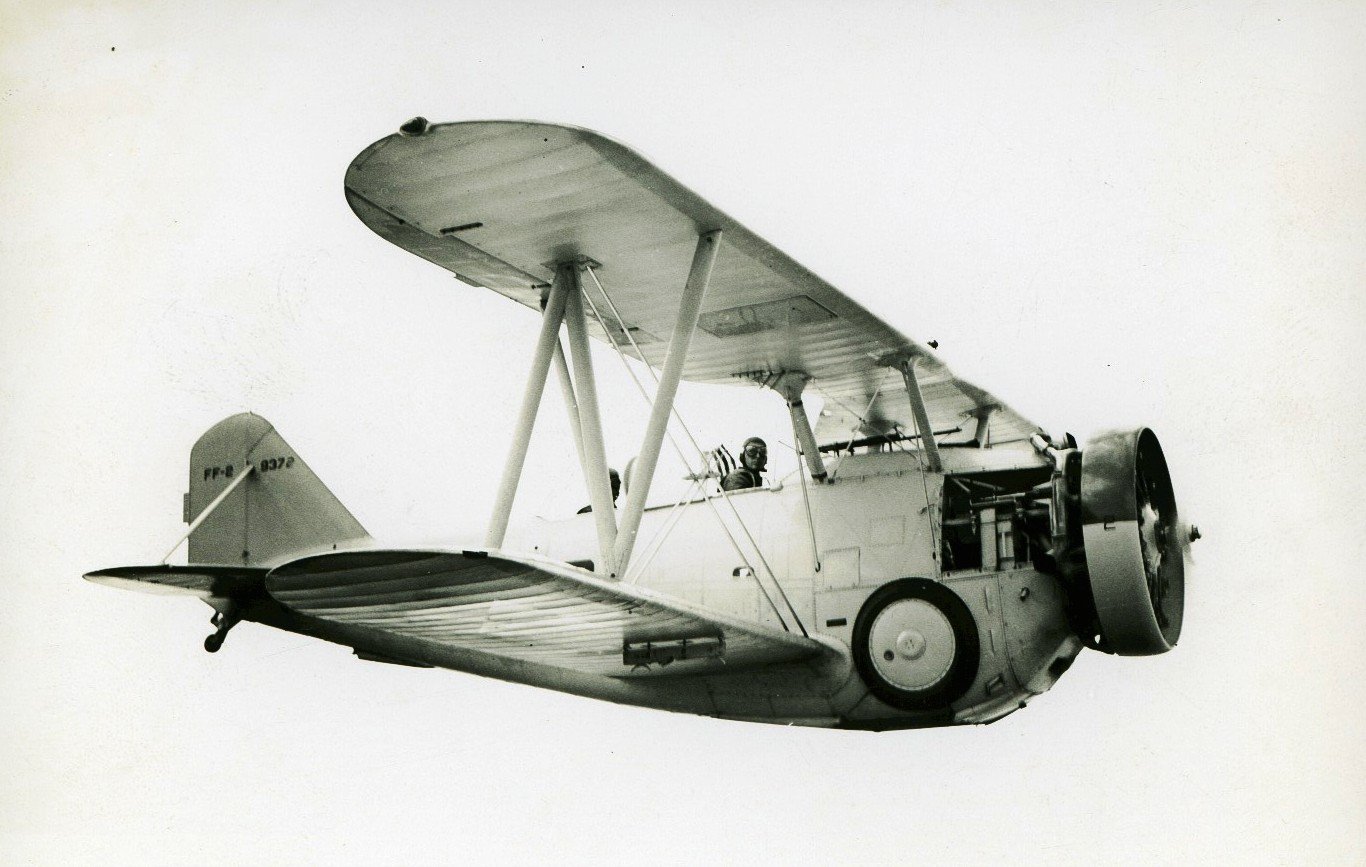
Grumman FF-2.
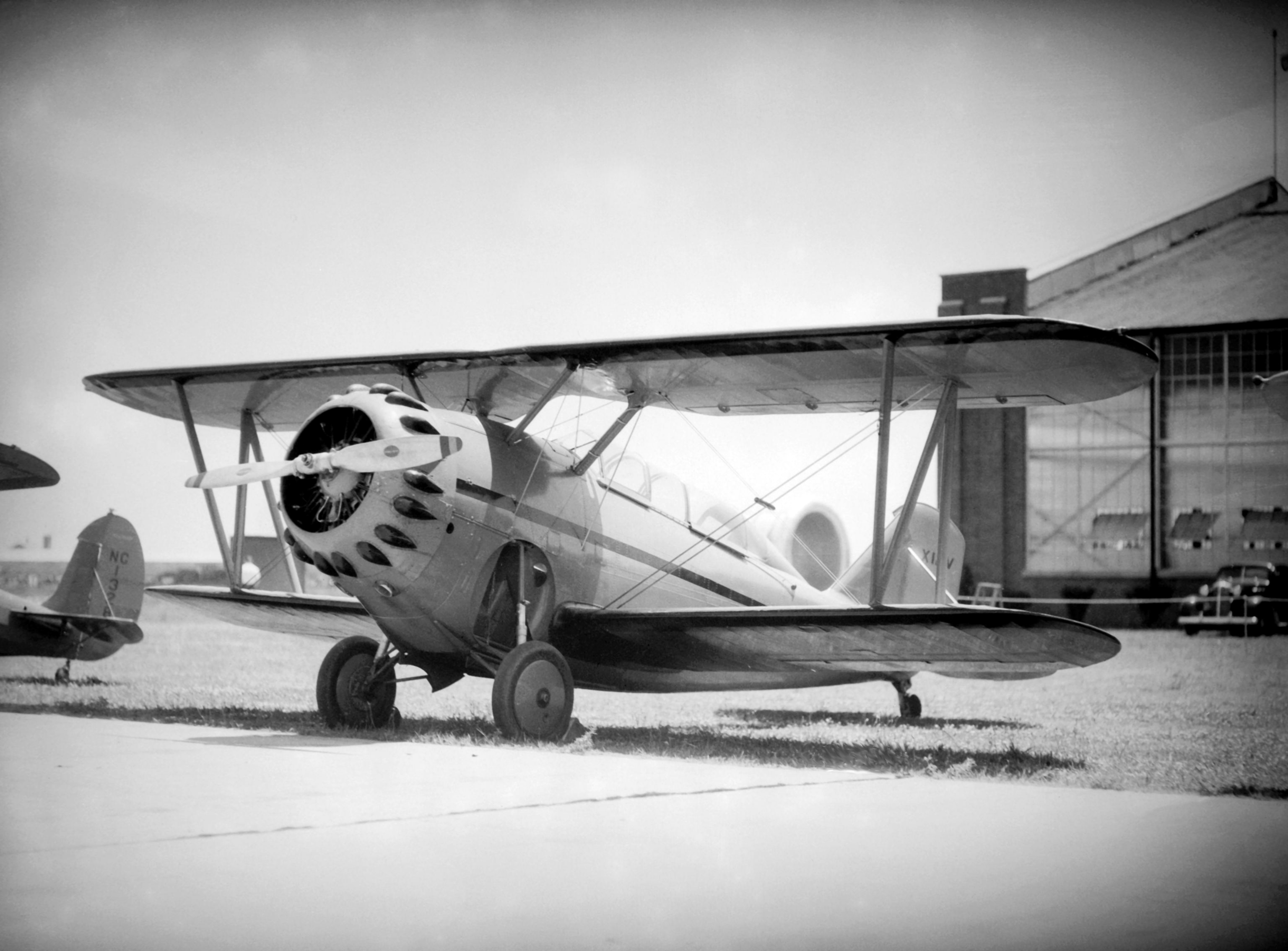
Versión civil del FF-1 utilizado por la empresa Grumman como transporte ejecutivo; mayo de 1936.
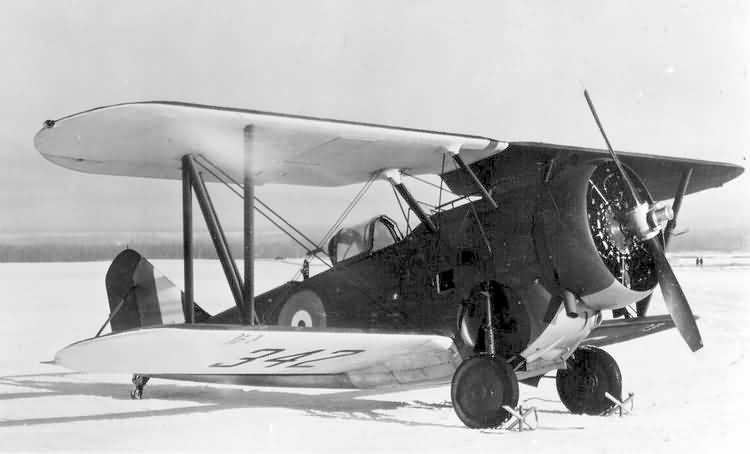
G-23 Goblin de las RCAF.
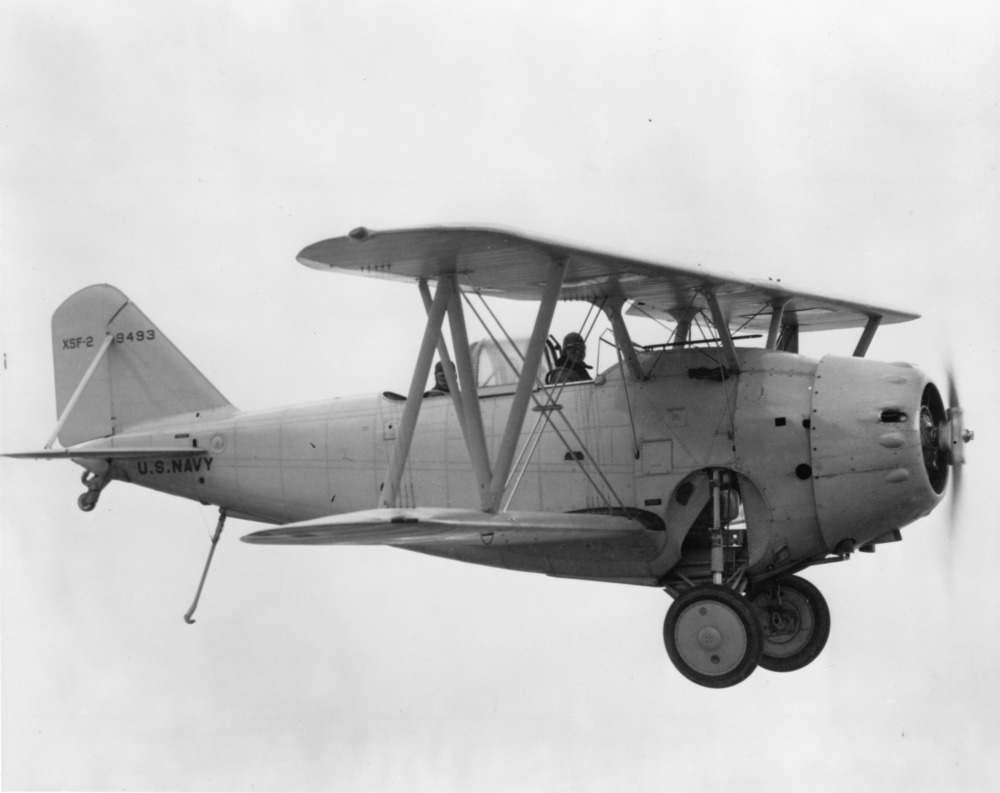
Grumman XSF-2, marzo de 1935.
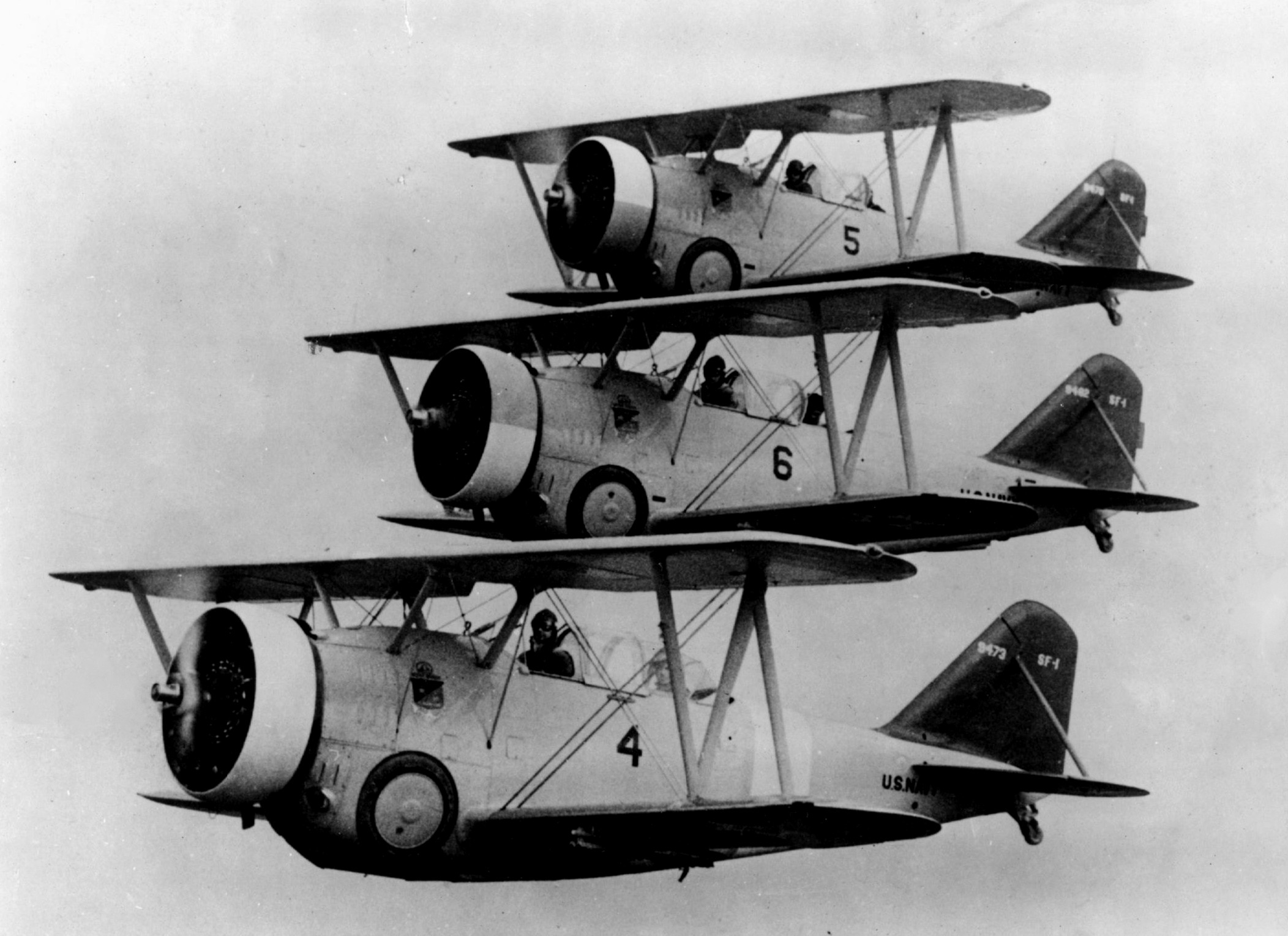
Tres Scout SF-1 asignados al Naval Reserve Air Base Anacostia, Washington D.C. en 1937.
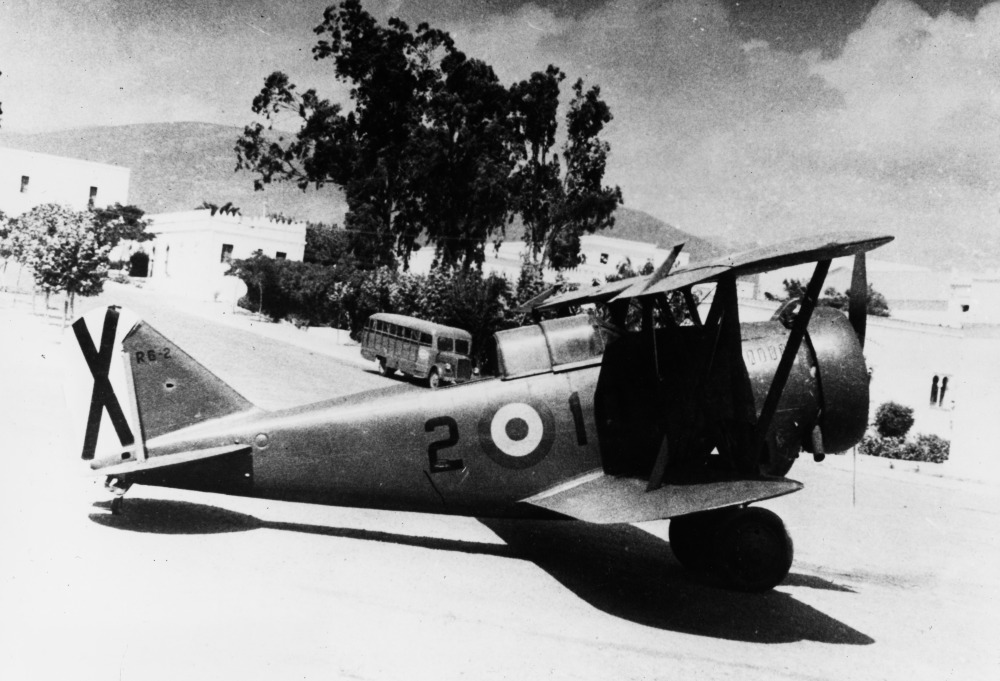
G-23 Delfín del Ejército del Aire español; Aeródromo de Sania Ramel, Tetuán, Marruecos, 1939.
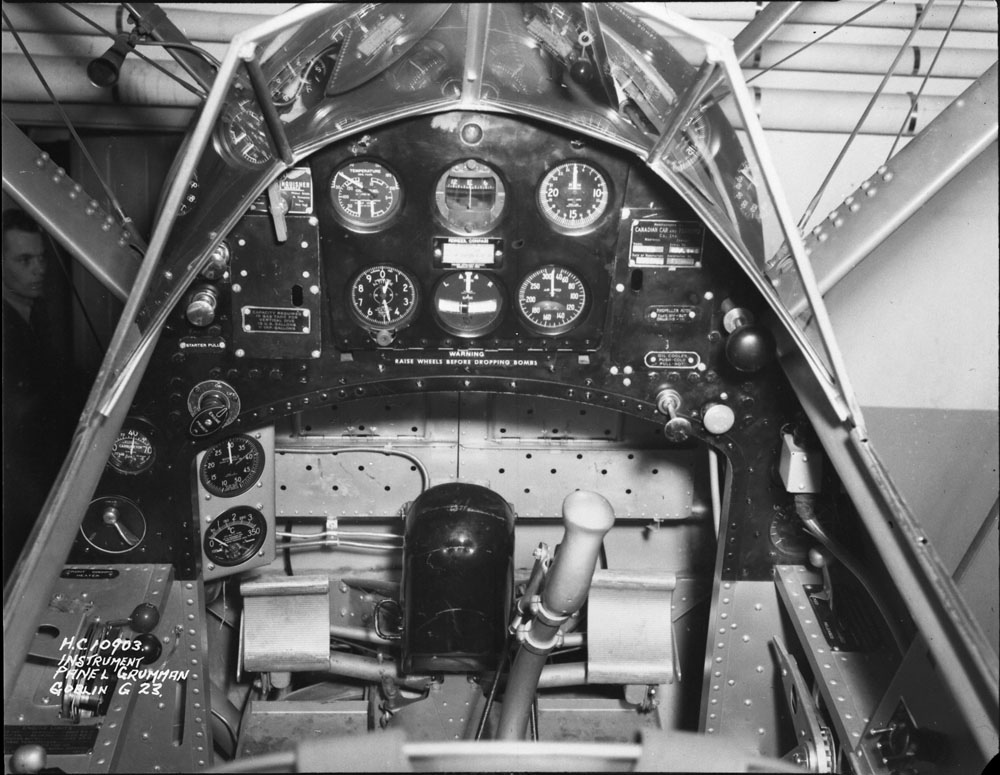
Panel de instrumentos de un G-23 Goblin de la RCAF.
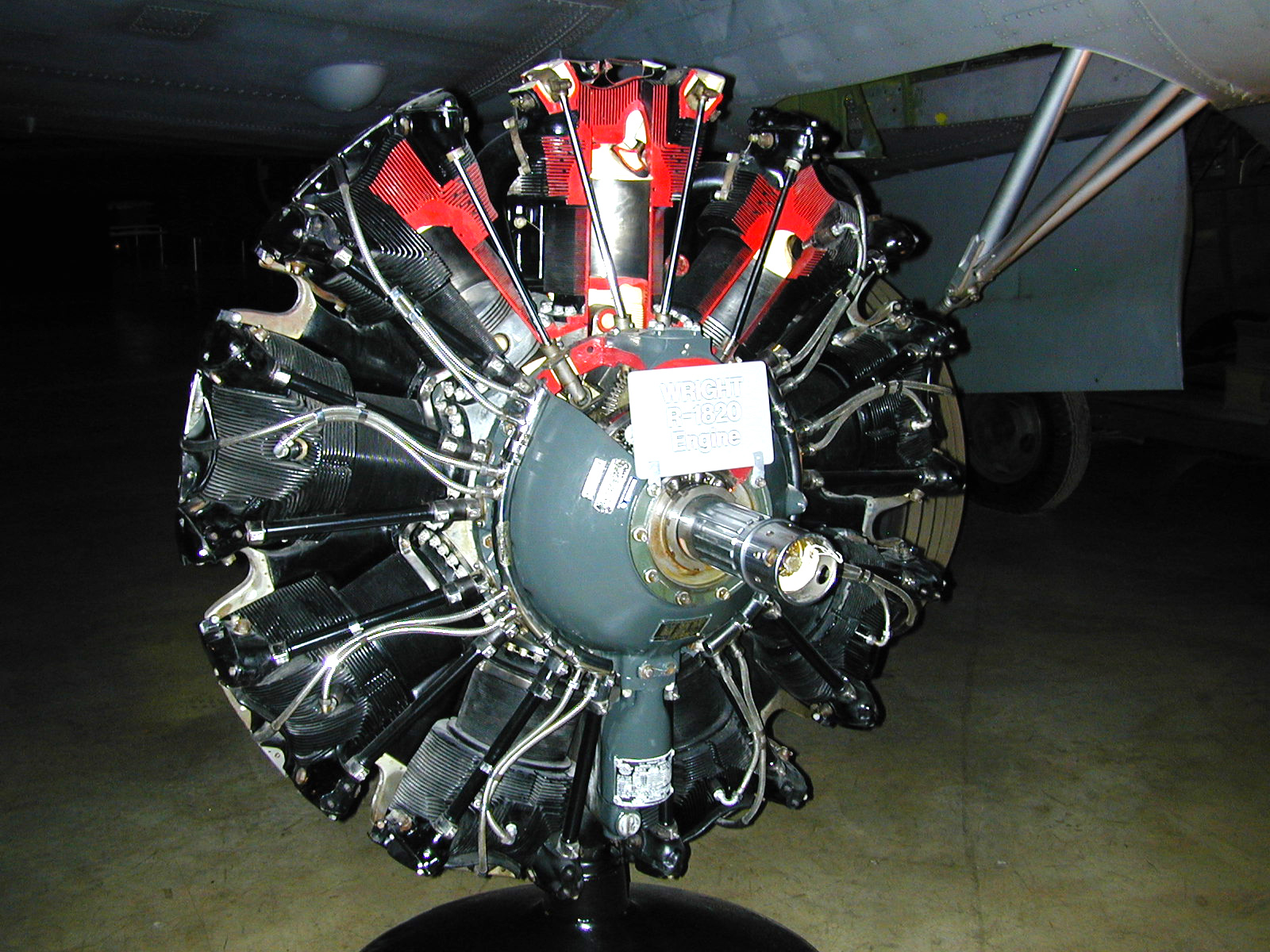
Motor radial Wright R-1820.

## Especificaciones (FF-1)
Referencia datos: The Complete Encyclopedia of World Aircraft y American Combat Planes

### Características generales
- Tripulación: Dos (piloto y observador/artillero)
- Longitud: 7,5 m (24,5 ft)
- Envergadura: 10,5 m (34,5 ft)
- Altura: 3,4 m (11,1 ft)
- Superficie alar: 28,8 m² (310 ft²)
- Peso vacío: 1405 kg (3096,6 lb)
- Peso máximo al despegue: 2121 kg (4674,7 lb)
- Planta motriz: 1× motor radial de nueve cilindros refrigerado por aire Wright R-1820-78 Cyclone.
  - Potencia: 520 kW (717 HP; 707 CV)

### Rendimiento
- Velocidad máxima operativa (Vno): 333 km/h (207 MPH; 180 kt) a 1200 m (4000 pies)
- Alcance: 1100 km (594 nmi; 684 mi)
- Techo de vuelo: 6735 m (22 096 ft)
- Régimen de ascenso: 8,5 m/s (1665 ft/min)

### Armamento
- Ametralladoras: 

  - 2x M1919 Browning de 7,62 mm fijas de fuego frontal (o 1x M1919 Browning de 7,62 mm y 1x Browning M2 de 12,7 mm)
  - 1x M1919 Browning de 7,62 mm flexible en la cabina trasera
- Bombas: 

  - 2x M30 de 45 kg o 2x Mk4 de 53 kg bajo las alas

## Aeronaves relacionadas

### Desarrollos relacionados
- Grumman F2F
- Grumman XSBF

### Secuencias de designación
- Secuencia G-_ (interna de Grumman): ← G-2 (solo flotadores) - G-3 - G-4 - G-5 - G-6 - G-7 - G-8 - G-9 - G-10 - G-11 - G-12 - G-13 - G-14 - G-15 - G-16 -- G-20 - G-21 - G-22 - G-23 - G-24 - G-25 - G-26 →
- Secuencia F_F (Cazas de la Armada estadounidense, 1922-1962 (Grumman, 1931-1962): FF - F2F - F3F - F4F →
- Secuencia S_F (Exploradores (Scout) de la Armada estadounidense, 1922-1946 (Grumman, 1931-1962)): SF
- Secuencia A__ (Designación corta de Cazas (A) de la Armada Imperial Japonesa): ← A8V - AXB - AXD - AXG - AXH - AXHe - AXV
- Secuencia Numérica (Aeronaves del Ejército del Aire español, 1939-1945): ← 3 - 4W - 5 - 5W - 6 - 7 - 8 →
- Secuencia R._ (Aeronaves de Reconocimiento del Ejército del Aire español, 1945-1954): ← R.3 - R.4 - R.5 - R.6 - R.7